# Okręgowe rozgrywki w piłce nożnej woj. olsztyńskiego, elbląskiego i suwalskiego (1993/1994)
Drużyny z województwa olsztyńskiego, elbląskiego i suwalskiego występujące w ligach centralnych i makroregionalnych:
- I liga – brak
- II liga – Stomil Olsztyn
- III liga – Jeziorak Iława, Wigry Suwałki, Orlęta Reszel, Pomezania Malbork, Warmia Olsztyn, Rodło Kwidzyn, Polonia Elbląg, Olimpia Olsztynek, Powiśle Dzierzgoń, Mazur Ełk

Rozgrywki okręgowe:
- OZPN Olsztyn:

- - Klasa okręgowa (IV poziom rozgrywkowy)
  - Klasa A - 2 grupy (V poziom rozgrywkowy)
  - Klasa B - podział na grupy (VI poziom rozgrywkowy)
  - klasa C - podział na grupy (VII poziom rozgrywkowy)

- OZPN Elbląg:

- - Klasa okręgowa (IV poziom rozgrywkowy)
  - Klasa A - 2 grupy (V poziom rozgrywkowy)
  - klasa B - podział na grupy (VI poziom rozgrywkowy)
  - klasa C - podział na grupy (VII poziom rozgrywkowy)

- OZPN Suwałki:

- - Klasa okręgowa (IV poziom rozgrywkowy)
  - Klasa A (V poziom rozgrywkowy)

## OZPN Olsztyn

### Klasa okręgowa
| Poz. | Klub            | M  | Pkt. |
| ---- | --------------- | -- | ---- |
| 1    | Tęcza Biskupiec | 26 |      |

- Tęcza Biskupiec nie awansowała do III ligi

## OZPN Elbląg

### Klasa okręgowa
| Poz. | Klub                     | Pkt. | Bramki |
| ---- | ------------------------ | ---- | ------ |
| 1    | Błękitni Orneta          |      |        |
| ?    | Barkas Tolkmicko         |      |        |
| ?    | Żuławy Nowy Dwór Gdański |      |        |
| ?    | Relax Ryjewo             |      |        |
| ?    | Jurand Lasowice          |      |        |
| ?    | Spójnia Sadlinki (b)     |      |        |
| ?    | Unia Susz                |      |        |
| ?    | Olimpia Sztum (b)        |      |        |
| ?    | Pomezania II Malbork     |      |        |
| ?    | Pogoń Prabuty            |      |        |
| ?    | Zalew Frombork           |      |        |
| ?    | Błękitni Stare Pole (b)  |      |        |
| ?    | Zatoka Braniewo          |      |        |
| ?    | Rodło II Kwidzyn (b)     |      |        |

- Błękitni Orneta awansowali do III ligi

### klasa A

#### gr. I
- awans: Przebój Stogi, Technik Complex Rakowiec

#### gr. II
| Poz. | Klub                       | Pkt. | Bramki |
| ---- | -------------------------- | ---- | ------ |
| 1    | Pomowiec Gronowo Elbląskie | 32   | 78-22  |
| 2    | Błyskawica Postolin        | 30   | 69-27  |
| 3    | Powiśle Stary Targ         | 27   | 56-30  |
| 4    | LZS Waplewo                | 25   | 55-26  |
| 5    | Olimpia Kisielice          | 21   | 51-51  |
| 6    | Sanatorium Prabuty         | 20   | 57-40  |
| 7    | Tęcza Szropy               | 15   | 33-73  |
| 8    | LZS Nowa Wioska            | 15   | 36-71  |
| 9    | Pogoń Gardeja              | 14   | 35-62  |
| 10   | LZS Pastwa                 | 11   | 40-68  |
| 11   | LZS Gościszewo             | 10   | 28-68  |